# Ксену
Ксе́ну или Зину (англ. Xenu [ˈziːnuː], Xemu [ˈziːmuː]) в саентологии — инопланетный властелин «Галактической Империи», существовавшей 75 миллионов лет назад. Первоначально — командующий гвардией императора «Верные офицеры». После внезапного исчезновения императора становится военным диктатором. Стремясь подавить инакомыслие, проводит тоталитарные законы (в частности, введение паспортов, цензуры, запрет на свободу слова), которые провоцируют массовые протесты на всех планетах империи. «Засветившиеся» в этих протестах миллиарды диссидентов были арестованы и перевезены на планету Тиджиек (Землю) в звездолётах, подобных пассажирским самолётам DC-8. Они были помещены вокруг вулканов и взорваны водородными бомбами. Их души были затем собраны и внедрены в тела людей.
Позже в результате контрпереворота «Верных офицеров», несогласных с политикой Ксену, сам Ксену и его ближайшие помощники были арестованы, их власть аннулирована, а империя реформирована и превращена в конфедерацию, основанную на демократических принципах. Ксену и его помощники были сосланы на Землю и помещены в «Ловушку времени», где им предстояло провести 75 миллионов лет.
В XX веке «Ловушка» прекратила своё существование и души преступников обрели свободу в пределах Земли. Эти души продолжают вредить и сеять хаос по сей день. Это одна из базовых легенд саентологической мифологии, повествующая о появлении людей на Земле.
Эти события известны в саентологии как «Инцидент II», а связанные с этим болезненные воспоминания называются «Стеной огня» или «Имплантатом R6». Поскольку саентологическая концепция базируется на идее реинкарнации и, как следствие, существовании памяти о прошлых жизнях, считается, что большинство землян сохраняют воспоминание об Инциденте II. История Ксену — часть гораздо более обширной системы верований саентологов о внеземных цивилизациях и инопланетных вторжениях на Землю, описанных в жанре космооперы Роном Хаббардом, фантастом и основателем саентологии.
Хаббард подробно рассказал эту историю в 1967 году в документе «ОТ III» («ОТ» — «Оперирующий тэтан»). Он предупредил, что имплантат R6 рассчитан так, чтобы убить (с помощью воспаления лёгких и т. п.) любого, кто попробует его разгадать. Эта история объясняет, почему вулкан используется с 1968 года как символ саентологии.
Сюжет лег в основу сценария Хаббарда «Восстание среди звёзд».
Церковь саентологии постоянно подвергается критике в связи с историей Ксену. Она избегает упоминания Ксену в публичных заявлениях и прилагает большие усилия, чтобы держать эту историю в секрете. Многие саентологи не знают ничего о Ксену, так как эта информация доступна только опытным саентологам. Несмотря на это, ряд материалов о Ксену стал доступен общественности. Критики саентологии утверждают, что публикация этой истории — в интересах общества, особенно если учесть высокую стоимость ОТ III. Директор Религиозного Центра Технологий (ЦРТ) Варрен МакШейн подтвердил в 1995 в суде, что Церковь Саентологии получает большую часть своих доходов от саентологов, которые платят за ОТ уровни.